# Не люблю понедельник
Не люблю понедельник (пол. Nie lubię poniedziałku) — польский художественный фильм 1971 года. Кинокомедия положений, которая разыгрывается в течение одного дня в одном городе — Варшаве, от рассвета до заката. В трагикомических ситуациях причудливым образом переплетаются судьбы разных людей.

## Сюжет
Несколько забавных историй переплелись в Варшаве ясным солнечным днём, которым оказался понедельник. Все началось с приезда в город снабженца из провинциального городка в поисках необходимого сельскохозяйственного оборудования. Из-за недоразумения с таксистом, его приняли за важную шишку. Сама важная шишка — а точнее — итальянский турист заблудился в Варшаве, познакомился с прекрасной полькой, пользующейся духами «Секс», чуть не был ею соблазнен, в результате сбежал. А тем временем разыскивающие его сопровождающие нечаянно проезжают на красный свет и теперь вынуждены стать очередными няньками для маленького мальчика, которого его отец-регулировщик привел с собой на пост, так как не смог вовремя отдать в детский сад. И теперь, каждый, кто нарушит правила дорожного движения, будет присматривать за малышом, так что бесполезно отговариваться поисками важной персоны или срочной покупкой туалетной бумаги. Кроме того нам предстоит стать свидетелями злоключений рабочего-строителя, которого злая судьба подвесила на башенном кране высоко над землей на платформе с грузом. В общем, если в Варшаве все понедельники такие, то неудивительно, что их не любят.

## В ролях
- Ежи Турек — Зыгмунт Бончик, снабженец с Суленчиц,
- Адам Мулярчик — таксист,
- Богдан Лазука — Богдан Лазука,
- Казимеж Рудзкий — директор Машинохурта,
- Хенрик Лапиньский — помощник директора Машинохурта,
- Анджей Хердер — милиционер,
- Иоанна Касперская — директор бюро знакомств,
- Людвик Касендра — юрист в бюро знакомств,
- Халина Ковальская — Марианна, клиентка бюро знакомств,
- Казимеж Виткевич — Франческо Романелли,
- Митчелл Ковалл — Мроз, поляк из Америки,
- Зыгмунт Апостол — артист,
- Юлиуш Калиновский — дедушка,
- Ирена Скверчиньская — бабушка,
- Лех Ордон — ксёндз,
- Анджей Гавроньский — шофёр,
- Богуш Билевский — шофёр,
- Зофья Червиньская — служащая отдела сбыта Машинохурта,
- Алиция Павлицкая — служащая отдела сбыта Машинохурта,
- Ванда Майерувна — женщина с туалетной бумагой,
- Вацлав Ковальский — крановщик,
- Чеслав Лясота — молочник, помощник крановщика,
- Людвик Пак — молочник Болек,
- Збигнев Кочанович — участник народного ансамбля,
- Мариан Глинка — участник народного ансамбля,
- Эва Куклинская — участница народного ансамбля,
- Станислав Мильский — руководитель гуральского ансамбля,
- Витольд Скарух — помощник руководителя гуральского ансамбля,
- Мечислав Чехович — вор,
- Теодор Гендера — мужчина толкающий машину,
- Кристина Борович — готовящая женщина,
- Мечислав Павликовский — повар на телевидении,
- Сатурнин Буткевич — мужчина в ванной,
- Томаш Ленгрен — пассажир в самолёте,
- Тадеуш Сомоги — приветствующий в аэропорте,
- Анджей Красицкий — член жюри конкурса,
- Юлиуш Любич-Лисовский — член жюри конкурса,
- Александер Гонссовский — член жюри конкурса,
- Ян Сузин — диктор телевидения,
- Чеслав Новицкий — диктор прогноза погоды, который тем временем спит,
- Магдалена Целювна и др.